# استیو مانداندا
استیو مانداندا (فرانسوی: Steve Mandanda‎؛ زادهٔ ۲۸ مارس ۱۹۸۵) دروازه‌بان فوتبال اهل فرانسه است که برای باشگاه رن در لیگ 1 فرانسه بازی می‌کند.
وی سابقه ۳۵ بازی ملی برای تیم ملی فرانسه در کارنامه دارد.